# Fürstenau (Duitsland)
Fürstenau is een gemeente in de Duitse deelstaat Nedersaksen. De gemeente maakt deel uit van de Samtgemeinde Fürstenau in de Landkreis Osnabrück.  Fürstenau telt 9.520 inwoners.'
Fürstenau is de hoofdstad en bestuurscentrum van de Samtgemeinde, in het zuidelijkste gedeelte daarvan, met per 31 december 2018 9.439 inwoners. Het omvat mede de Ortsteile:
- Schwagstorf, 5 km ten oosten van het stadje Fürstenau
- Settrup, 5 km ten zuidwesten van het stadje Fürstenau
- Hollenstede, 4 km ten zuiden van het stadje Fürstenau

Door Fürstenau en Schwagstorf loopt een belangrijke regionale verkeersader, die deel uitmaakt van de Bundesstraße 214.
Voor meer informatie wordt verwezen naar het artikel over de Samtgemeinde Fürstenau.

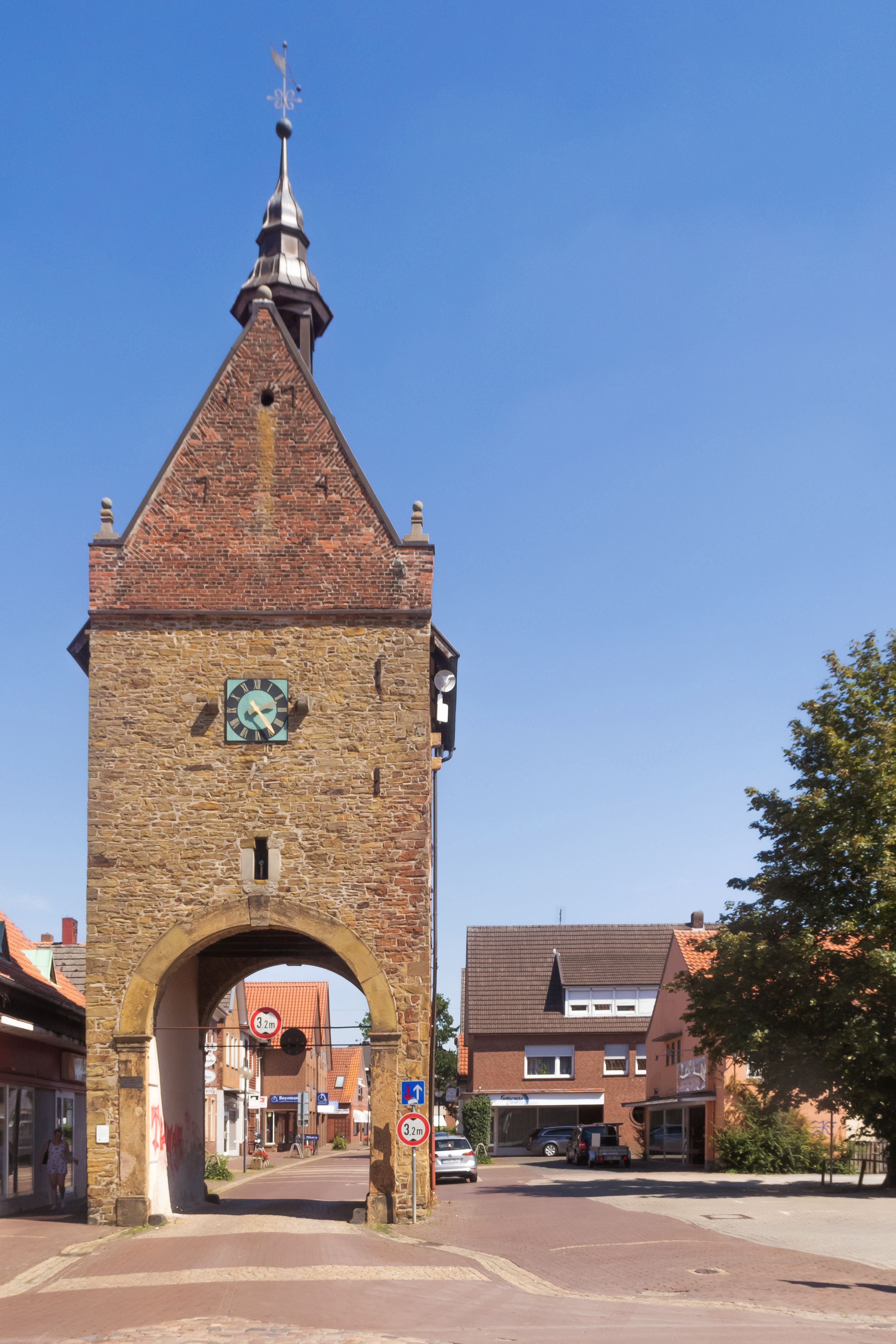
Stadspoort: de Anterpforte (Hohes Tor)
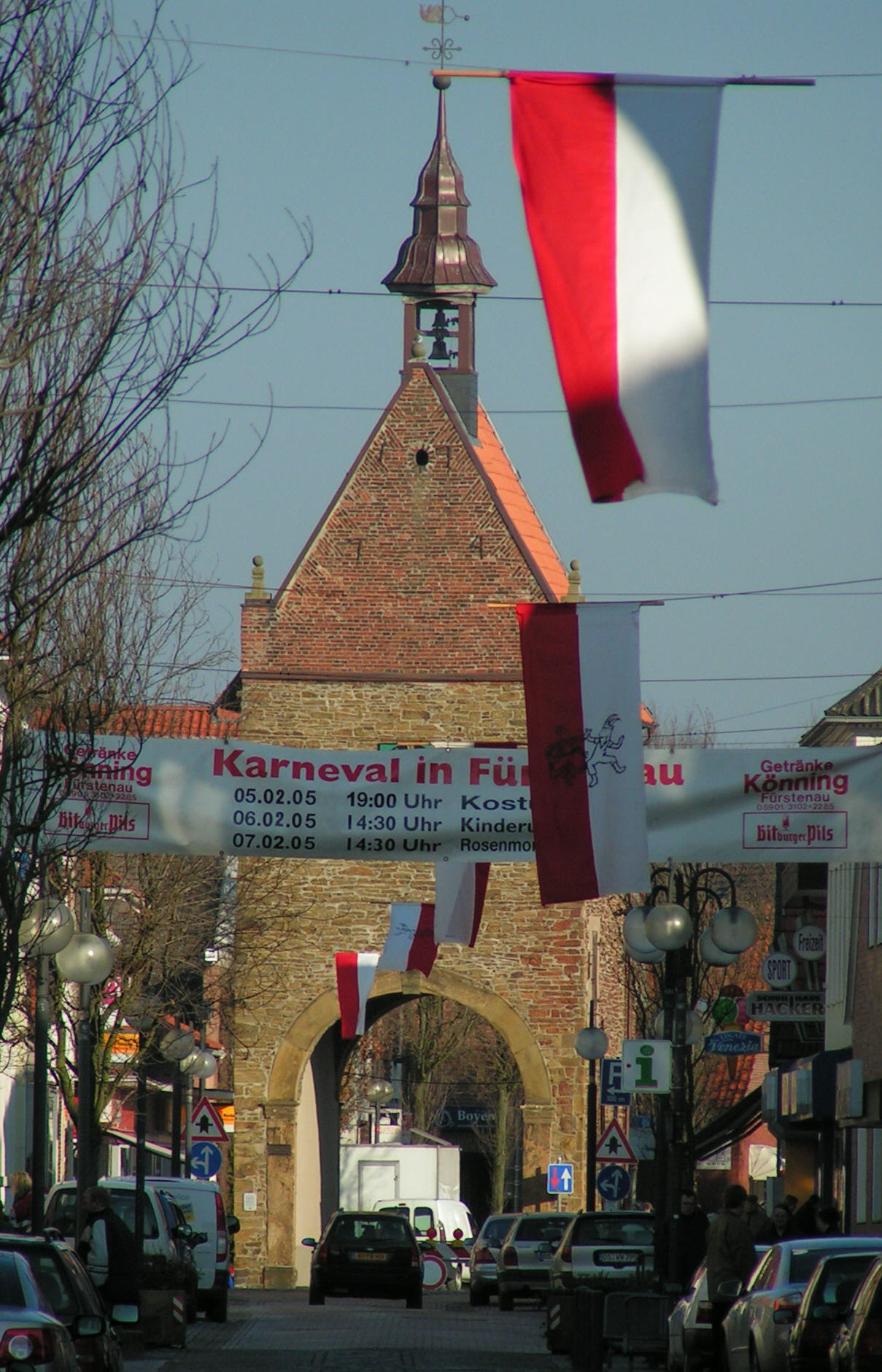
Toren van Fürstenau tijdens carnaval
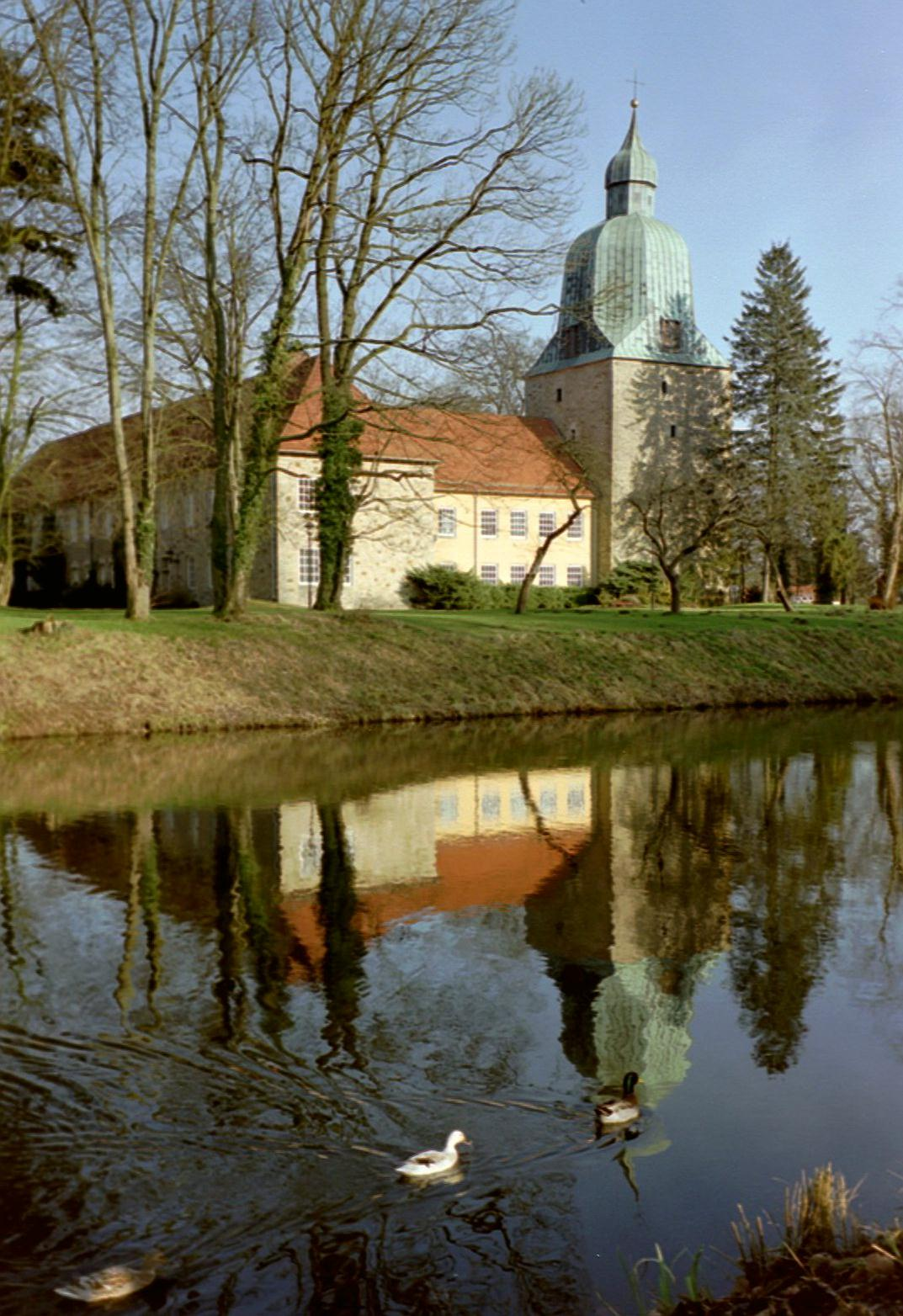
Slot Fürstenau
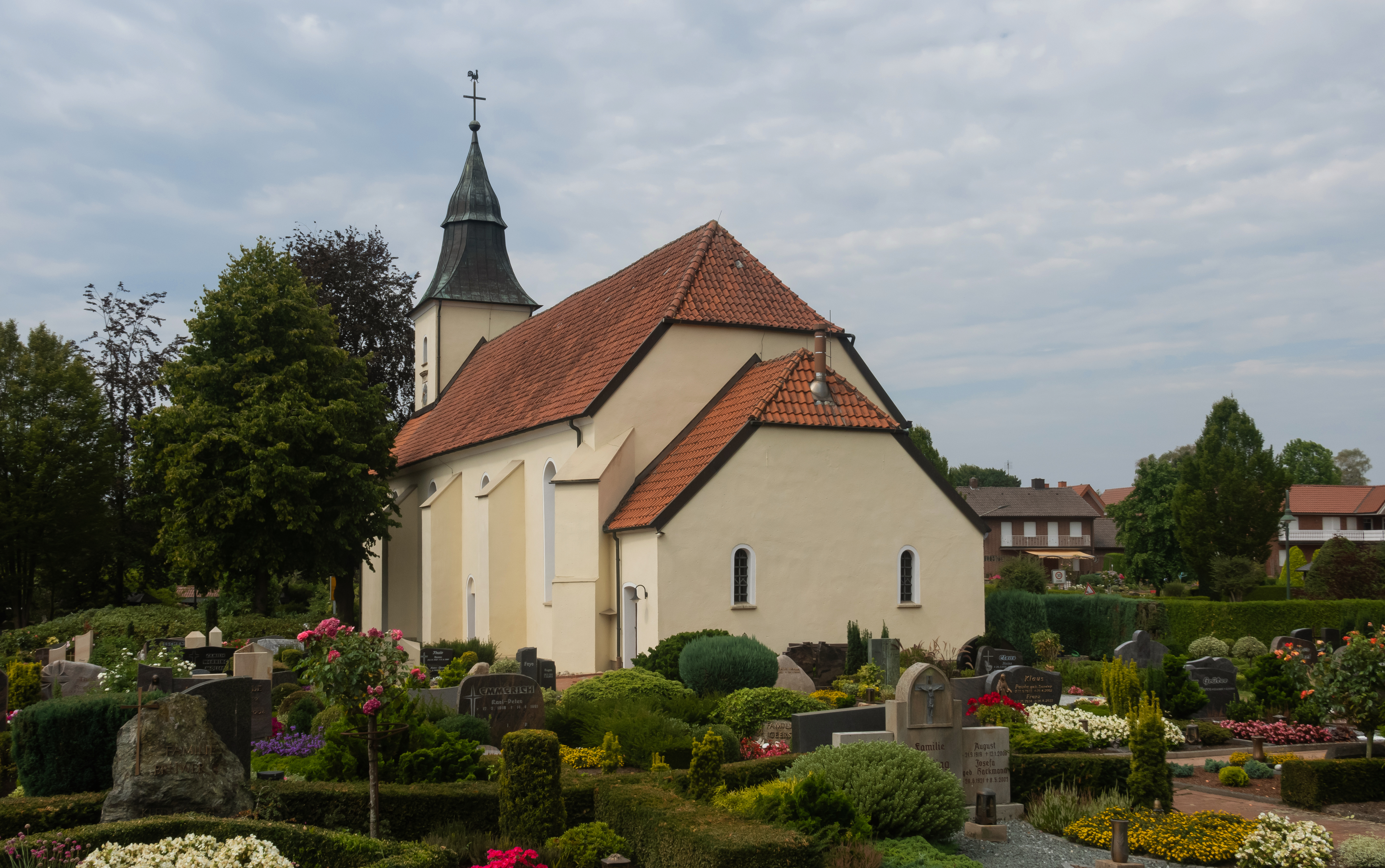
Kerk in Schwagstorf

- Gemeinsame Normdatei: 4093387-8
- MusicBrainz: b17d7fd1-5695-44a9-9a87-88a436aba432
- Virtual International Authority File: 240822944

Alfhausen · 
Ankum · 
Bad Essen · 
Bad Iburg · 
Bad Laer · 
Bad Rothenfelde · 
Badbergen · 
Belm · 
Berge · 
Bersenbrück · 
Bippen · 
Bissendorf · 
Bohmte · 
Bramsche · 
Dissen am Teutoburger Wald · 
Eggermühlen · 
Fürstenau · 
Gehrde · 
Georgsmarienhütte · 
Glandorf · 
Hagen am Teutoburger Wald · 
Hasbergen · 
Hilter am Teutoburger Wald · 
Kettenkamp · 
Melle · 
Menslage · 
Merzen · 
Neuenkirchen · 
Nortrup · 
Ostercappeln · 
Quakenbrück · 
Rieste · 
Voltlage · 
Wallenhorst